# Slowenische Davis-Cup-Mannschaft
Die slowenische Davis-Cup-Mannschaft ist die Tennisnationalmannschaft Sloweniens. Der Davis Cup ist der wichtigste Wettbewerb für Nationalmannschaften im Herren-Tennis, analog zum Fed Cup bei den Damen.

## Geschichte
Seit 1993 nimmt Slowenien am Davis Cup teil. Bislang spielte die Mannschaft viermal in der Europa/Afrika Gruppenzone I, ein Aufstieg in die Weltgruppe gelang noch nicht. Erfolgreichster Spieler ist Marko Tkalec, der innerhalb von 11 Jahren und 22 Teilnahmen insgesamt 28 Spiele gewinnen konnte.